# San Bonaventura al Palatino
San Bonaventura al Palatino, även benämnd San Bonaventura alla Polveriera, är en kyrkobyggnad på Palatinen i Rom, helgad åt den helige Bonaventura, franciskanmunk och kyrkolärare. Kyrkan är belägen vid Via di San Bonaventura i Rione Campitelli och tillhör församlingen Santa Maria in Portico in Campitelli. Tillnamnet ”Polveriera” kommer av att en krutfabrik tidigare var belägen i närheten av kyrkan, jämför italienska: polvere da sparo, "krut".

## Beskrivning
Kyrkan konsekrerades år 1689. Under högaltaret vilar den helige Leonardo da Porto Maurizio (1676–1751), som avled i det intilliggande klostret. Högaltarmålningen Den Obefläckade Avlelsen är ett verk av Filippo Micheli da Camerino.

## Bilder
| - Den helige Bonaventura. Glasmålning. - Klostret San Bonaventura. Målning av Wenzel Tornøe från år 1886. |